# カンピオナート・ペルナンブカーノ
カンピオナート・ペルナンブカーノ (Campeonato Pernambucano) は、ブラジル・ペルナンブーコ州のサッカーリーグである。ペルナンブーコ州サッカー連盟 (Federação Pernambucana de Futebol, FPF) が主催する。日本ではペルナンブーコ州選手権の名称で紹介されることが多い。1915年初開催。

## 参加クラブ
2017年シーズン セリエA1
- アフォガドス・ダ・インガゼイラ
- アメリカ（ポルトガル語版）
- アトレチコ・ペルナンブカーノ（ポルトガル語版）
- ベロ・ジャルジン
- セントラル
- フラメンゴ・デ・アルコヴェルデ（ポルトガル語版）
- ナウチコ
- サルゲイロ
- サンタクルス
- セーハ・タリャダ（ポルトガル語版）
- スポルチ
- ヴィトーリア・ダ・タボカス（ポルトガル語版）